# Jérôme d'Astier
Pour les autres membres de la famille, voir Famille d'Astier de La Vigerie.
Jérôme d'Astier est un écrivain français, né le 23 avril 1952 à Boulogne-Billancourt.

## Biographie
Fils d'Emmanuel d'Astier de la Vigerie, il est l'auteur de plusieurs romans, d'un livre de souvenirs d'enfance et de poèmes. Il a produit des émissions pour France Culture.   
A dix-sept ans, il fait la connaissance de René Char avec lequel il entretient une amitié pendant une dizaine d'années. Après des études de philosophie et de lettres, il devient enseignant.   
Dans ses romans, le personnage principal et narrateur est soit un enfant soit un jeune homme. Chaque livre cherche à mettre en évidence la façon dont l'amour (qu'il s'adresse à une mère, à un ami, à une femme) marque les années de formation, en souffrant certaines épreuves et en parvenant à y résister. Comme l'écrit Christine Rousseau, " depuis Les Jours perdus, son premier roman, Jérôme d'Astier a fait sienne la voix de l'enfance et de l'adolescence pour en dépeindre tout autant les joies, les bonheurs simples, les rêveries que les déchirures..."

## Œuvres
- Les Jours perdus, Verdier, 1995[5]
- Le Désordre, Arléa, 2000
- Bain de Minuit, Arléa, 2001
- Les Bois de l'aube, Gallimard, 2002[6]
- Histoire d'un petit Suisse, Mercure de France, 2003
- Mes Frères, Seuil, 2006
- Je suis le roi d'un désert, Le Rocher, 2006
- Je parlerai de toi à mon ami d'enfance, Gallimard, 2008
- Dans une ville étrangère, Arléa, 2016
- Tendre Hiver, Arléa, 2023
- Poèmes dans La Nouvelle Revue française n° 330-331, n° 338, n° 454, Vagabondages n° 9, n° 17, Les Cahiers d'Arte n° 9